# Bolitoglossa palmata
Bolitoglossa palmata é uma espécie de anfíbio caudado pertencente à família Plethodontidae, sub-família Plethodontinae.